# Kai Maahs
Kai Maahs (* 10. März 1970 in Hamburg) ist ein ehemaliger deutscher Fernsehschauspieler und Kinderdarsteller.
Maahs spielte als Kind im Schulfernsehen als Statist mit, ehe er 1985 über eine Annonce in der Bild-Zeitung als Schauspieler zur ZDF-Fernsehserie Ein Fall für TKKG kam. Durch seine Rolle als Willi Sauerlich alias „Klößchen“ wurde Maahs in Deutschland einem breiteren Publikum bekannt. Später wirkte er in einer kleineren Rolle in der Serie Der Landarzt mit, konnte sich aber nicht für eine Karriere als Schauspieler entschließen.
Maahs lebt in seiner Heimatstadt Hamburg.

## Weblink
- Kai Maahs bei IMDb